# Loversyssel
Loversyssel eller Løversyssel består af følgende herreder:
1. Lysgård Herred
2. Hids Herred
3. Vrads Herred
4. Tyrsting Herred
5. Nim Herred
6. Hatting Herred
7. Bjerre Herred
8. Voer Herred
9. Hads Herred

der strækker sig langs Vejle Fjord i syd til Kjellerup og Karup i nord.
En indbygger i Loversyssel benævntes lovring eller skovlovring (især fra området omkring Silkeborg).